# エーシーテクノサンヨー
エーシーテクノサンヨー株式会社（英: AC Techno SANYO Co., Ltd.）は、主にパナソニック産機システムズ（旧・三洋電機産機システム）からの受託により、三洋電機製業務用空調機器の保守メンテナンス、修理を行うとともに、定期保守契約の締結業務を行っているサービス企業。サンエス会所属。受託業務のため、売り上げの大部分をパナソニック産機システムズに依存している。
パナソニックの持分法適用関連会社である（パナソニック産機システムズが35.0%の株式を保有するため。一方、エーシーテクノサンヨーもパナソニック株を5,100株所有している）が、その一方で残りの全株式を現代表取締役が個人で所有している。そのためか、パナソニック、三洋電機ならびにパナソニック産機システムズのいずれからも、常勤の取締役や監査役などは派遣されていない（ただし、非常勤の取締役、監査役は就任している。下記、取締役も参照）。

## 主要取扱商品
- 吸収式冷凍機
- ガスヒートポンプエアコン
- パッケージエアコン*バイオメディカ機器

## 営業所
- 埼玉営業所
- 関越営業所
- 東京営業所
- 亀戸営業所
- 千葉営業所
- 大泉営業所
- 名古屋営業所（白金）
- 名古屋営業所（新栄）
- 大阪営業所
- 岡山営業所
- 鳥取営業所
- 広島営業所
- 福岡営業所
- 北九州営業所
- 鹿児島営業所

## 取締役

### かつての取締役
- 岩元孝
- 岩元豊子（非常勤。代表取締役の妻）
- 高柳隆行（非常勤。三洋電機産機システム取締役。元・三洋電機サービス代表取締役、トップオープンドラム式洗濯乾燥機品質問題に伴う降格処分[2]後に就任）
- 宮前俊彦（非常勤。三洋電機産機システム取締役。前・三洋電機サービス代表取締役）

#### 監査役
- 後藤健治（非常勤。三洋電機サービス監査役）